# قطعنامه ۱۵۶۸ شورای امنیت
قطعنامه  ۱۵۶۸ شورای امنیت سازمان ملل متحد که در تاریخ ۲۲ اکتبر ۲۰۰۴ تصویب شد، سندی بین‌المللی دربارهٔ بررسی وضعیت در قبرس است. این قطعنامه طی نشست ۵۰۶۱ام با ۱۵ رای موافق، ۰ مخالف و ۰ ممتنع تصویب شد.